# 2-Hidroksi-3-oksoadipat sintaza
2-Hhidroksi-3-oksoadipat sintaza (EC 2.2.1.5, 2-hidroksi-3-oksoadipat glioksilat-lijaza (karboksilacija), alfa-ketoglutarinska-glioksilna karboligaza, oksoglutarat:glioksilat karboligaza) je enzim sa sistematskim imenom 2-oksoglutarat:glioksilat succinaldehidtransferaza (dekarboksilacija). Ovaj enzim katalizuje sledeću hemijsku reakciju
2-oksoglutarat + glioksilat {\displaystyle \rightleftharpoons } 2-hidroksi-3-oksoadipat + CO2
Za rad ovog bakterijskog enzima je neophodan tiamin difosfat. Produkt se dekarboksiluje do 5-hidroksi-4-oksopentanoata.

## Literatura
- Nicholas C. Price; Lewis Stevens (1999). Fundamentals of Enzymology: The Cell and Molecular Biology of Catalytic Proteins (Third изд.). USA: Oxford University Press. ISBN 019850229X.
- Eric J. Toone (2006). Advances in Enzymology and Related Areas of Molecular Biology, Protein Evolution (Volume 75 изд.). Wiley-Interscience. ISBN 0471205036.
- Branden C; Tooze J. Introduction to Protein Structure. New York, NY: Garland Publishing. ISBN 0-8153-2305-0.
- Irwin H. Segel. Enzyme Kinetics: Behavior and Analysis of Rapid Equilibrium and Steady-State Enzyme Systems (Book 44 изд.). Wiley Classics Library. ISBN 0471303097.
- William P. Jencks (1987). Catalysis in Chemistry and Enzymology. Dover Publications. ISBN 0486654605.

## Spoljašnje veze
- 2-hydroxy-3-oxoadipate+synthase на 